# Kršćanstvo u 1978.
◄◄ | ◄ | 1975. | 1976. | 1977. | 1978.  | 1979. | 1980. | 1981. | ► | ►►
Arhitektura • Astronautika • Astronomija • Biologija • Film • Fotografija • Glazba • Kazalište • Kemija • Kiparstvo • Knjige • Književnost • Kršćanstvo • Meteorologija • Medicina • Planinarstvo • Politika • Pravo • Promet • Slikarstvo • Strip • Šport • Televizija • Znanost • Zrakoplovstvo • Željeznički promet
Kršćanstvo u 1978.

## Svijet

### Događaji
- 16. listopada – sveti Ivan Pavao II. izabran za papu

## Vanjske poveznice
|  | Zajednički poslužitelj ima još gradiva o temi Kršćanstvo u 1978. |